# Asz-Szálih Muhammad egyiptomi szultán
Asz-Szálih Muhammad, azaz Muhammad ibn az-Záhir Tatar (1411 k. – ?) az-Záhir Tatar fia, az egyiptomi burdzsí (cserkesz) mamlúkok nyolcadik szultánja volt (uralkodott 1421. november 30-ától 1422. március 31-éig). Teljes titulusa al-Malik asz-Szálih, melynek jelentése „a jó/erényes király”. 
Az-Záhir Tatar alig három hónapig tartó uralkodása során körülbelül tízesztendős fiát, Muhammadot nevezte ki örökösének. A gyermekszultán helyett eredetileg az apja által kinevezett Janíbak asz-Szúfí, majd az őt megbuktató Barszbáj az-Záhirí, Barkúk egy mamlúkja gyakorolta a hatalmat atabégként, végül öt hónap múltán a többi előkelőség támogatásával letette Muhammadot, és ő maga lépett trónra. Elődjének sorsa ismeretlen. Muhammad nevében még 1422-ben fellázadt Barszbáj ellen a szafadi kormányzó, de leverték.